# Crystal Palace FC (1861)
Crystal Palace FC was een Engelse amateurvoetbalclub en werd opgericht in 1861 en veel van de oorspronkelijke spelers waren lid van de Crystal Palace Cricket Club, opgericht in 1857.
De club was een van de stichtende leden van de Football Association en had middelmatig succes in het tijdperk voor de oprichting van de Football League. In 1871-72 nam de club deel aan de allereerste FA Cup en bereikte de halve finale waarin het met 3-0 verloor van de Royal Engineers. Ook de volgende vier seizoenen nam Crystal Palace deel maar kon geen potten breken.
4 spelers speelden ook voor het Engels voetbalelftal
- Charles Chenery (aanvaller)
- Alexander Morten (doelman)
- Arthur Savage (doelman)
- Charles Eastlake Smith (aanvaller)

Er is geen directe link met deze club en het moderne Crystal Palace FC dat in 1905.
De FA vertelde The Times in april 2022: "Onder die historici is de brede consensus dat er geen duidelijke, substantiële en continue link is tussen de Crystal Palace-club opgericht in 1861 en die opgericht in 1905. Daarom zullen we blijven erkennen zowel de oprichtingsdata in 1861 als in 1905 van de clubs genaamd Crystal Palace."